# Дитрих фон Райнек
Вижте пояснителната страница за други личности с името Дитрих фон Райнек.
Дитрих фон Райнек (на немски: Dietrich von Rheineck; * ок. 1230 пр. 1263; † сл. 1278/1280 в замък Райнек при Брайзиг) е бургграф на замък Райнек на Рейн при Брайзиг и рицар в Рейнланд-Пфалц.

## Произход
Той е син на бургграф Хайнрих II фон Райнек († 1245/1248) и внук на бургграф Йохан I фон Райнек († сл. 1229).

## Деца
Дитрих фон Райнек има четири деца:
- Йохан II фон Райнек († пр. 1304), бургграф на Райнек, женен пр. 1300 г. за Елизабет фон Изенбург-Аренфелс († сл. 1366)
- Хайнрих фон Райнек († сл. 1304)
- Дитрих фон Райнек († сл. 1307)
- Мехтилдис фон Райнек († 28 март 1292)